# Сустанар
„Сустанар” је југословенски ТВ филм из 1982. године. Режирао га је Едуард Томичић који је написао и сценарио.

## Улоге
| Глумац                 | Улога |
| ---------------------- | ----- |
| Фрањо Мајетић          |       |
| Дарко Јанеш            |       |
| Милка Подруг Кокотовић |       |
| Драган Миливојевић     |       |
| Дубравка Милетић       |       |
| Борис Бузанчић         |       |
| Свен Ласта             |       |
| Шпиро Губерина         |       |
| Ђуро Утјешановић       |       |
| Отокар Левај           |       |